# Agustín de Vedia
Agustín de Vedia (n. Montevideo; 1843 - f. Buenos Aires; 1910) fue un periodista y escritor que ejerció notable influencia sobre la vida política de Argentina y Uruguay entre la segunda mitad del siglo XIX y principios del XX.

## Biografía
Con 16 años se trasladó a Buenos Aires, lugar de residencia de su padre. Iniciado desde muy temprana edad en el mundo del periodismo, en 1864 fundó el periódico El Iris y, dos años más tarde, el periódico La América, que tuvo una vida muy corta debido a sus agresivas campañas contra la política del presidente Bartolomé Mitre, sus posturas sobre la Guerra de la Triple Alianza y al encarcelamiento de sus redactores.
En 1870 participó en el movimiento revolucionario contra el presidente uruguayo, el general Lorenzo Batlle. Desde el mismo campamento, editó un periódico con un contestatario título: La Revolución. A la caída del presidente Battle y el ascenso al poder del jurisconsulto José Eugenio Ellauri, en 1874, trasladó formalmente su residencia a Argentina, donde, además de colaborar como redactor en el prestigioso diario La Nación, trabajó como abogado. Ese mismo año fue elegido diputado. En 1873 fundó el periódico La Democracia.
Ocho años más tarde realizó otro viaje a Montevideo donde, como director del periódico, permaneció hasta 1882, año en que se trasladó a Buenos Aires definitivamente. Una vez allí, cambió la dirección del periódico La Democracia por la de La Tribuna Nacional, pero, al no ser una publicación fundada por él mismo, decidió crear y dirigir, en 1891, otro nuevo periódico: La Tribuna. Falleció siendo su director en 1910.

## Obra
- Deportación a La Habana en la barca "Puig". Historia de un atentado célebre (1875) (Reeditado en 1965 en la Colección de Clásicos Uruguayos de la Biblioteca Artigas)
- Álbum de la República O. del Uruguay, compuesto para la Exposición Continental de Buenos Aires. (1882)
- El Banco nacional; historia financiera de la República Argentina. (1890)
- El teniente general Julio A. Roca : bosquejo històrico-biográfico. (1899)
- La Constitución argentina. (1907)
- Proyecto de correcciones al Código civil de la República Argentina. (1908)
- La bandera y el escudo. (1911)